# Miejsca pamięci narodowej w Kielcach
Miejsca pamięci narodowej w Kielcach
Kielce to miasto, które w trakcie swojej kilkusetletniej historii było miejscem wielu tragicznych i historycznych wydarzeń związanych z walką o wolność i niepodległość ojczyzny oraz mające związki ze znanymi, historycznymi postaciami, które w trakcie swego życia przebywały na tej ziemi. Znajduje się tutaj wiele miejsc upamiętniających te osoby oraz wydarzenia.

## Płyty i tablice pamiątkowe
| Nazwa | Lokalizacja                                                                 | Zdjęcie | Upamiętniona osoba/wydarzenie; historia miejsca pamięci | Przypisy    |
| --- | --------------------------------------------------------------------------- | ------- | --- | ----------- |
| Płyta z podobizną Tadeusza Kościuszki | Przy ulicy Kapitulnej, tuż obok muru okalającego Pałac Biskupów Krakowskich |         | Kościuszko zatrzymał się 9 i 10 czerwca 1794 roku w Kielcach podczas przemarszu swoich wojsk spod Szczekocin do Warszawy. Początkowo została wmurowana w 100-lecie śmierci (1917) w dzwonnicę katedralną, podczas wojny zniszczyli ją Niemcy. Złożone po wojnie części płyty ustawiono w tym właśnie miejscu. | [ 1 ]       |
| Mogiła Wojciecha Bartosa Głowackiego | w północno-zachodnim narożniku cmentarza katedralnego                       |         | Ten bohater spod Racławic został ranny w bitwie pod Szczekocinami (6 czerwca 1794) i razem z wojskiem Kościuszki przybył do Kielc, gdzie zmarł 9 czerwca 1794. W 10-lecie odzyskania niepodległości (11 listopada 1928) umieszczono w miejscu domniemanego pochówku płytę nagrobną ze stosownym napisem.      | [ 2 ]       |
| Płyta poświęcona pochowanym na miejscowym cmentarzu rodzicom Stefana Żeromskiego                                                                  | Kościół w Leszczynach                                                       |         | Wincenty i Józefa Żeromscy |             |
| Tablica pamiątkowa poświęcona pracownikom Zakładów Wytwórczych Społem poległym i pomordowanym w walce z hitlerowskim faszyzmem w latach 1939–1945 | Biurowiec Wytwórczej Spółdzielni Pracy „Społem”                             |         | Tadeusz Adamski, J. Banaś, A. Bielaniewicz, M. Bzówka, Jan Iwański, L. Iwański, Józef Jóźwik, J. Kanarek, L. Łacisz, W. Stolarczyk, Wacław Sucharski, Wojciech Szczepaniak, W. Toporek, Alfons Trojan „Ignacy”, Stefan Zawadzki                                                                               | [ 3 ] [ 4 ] |

## Pomniki
| Nazwa                                                                                               | Lokalizacja                                                                               | Zdjęcie | Upamiętniona osoba/wydarzenie; historia miejsca pamięci | Przypisy      |
| --------------------------------------------------------------------------------------------------- | ----------------------------------------------------------------------------------------- | ------- | --- | ------------- |
| Popiersie Stanisława Staszica.                                                                      | W parku miejskim im. Stanisława Staszica                                                  |         | Stanisław Staszic | [ 5 ]         |
| Pomnik Niepodległości                                                                               | Przed dworcem kolejowym na Placu Niepodległości                                           |         | Pomnik wzniesiono w listopadzie 1929 roku dla upamiętnienia wydarzeń z 12 sierpnia 1914 roku. Oddziały Pierwszej Kompanii Kadrowej – po wymarszu 6 sierpnia 1914 z krakowskich Oleandrów i przekroczeniu granicy austriacko-rosyjskiej – wkroczyły wtedy do Kielc i w tym miejscu stoczyły swoją pierwszą potyczkę z Rosjanami. Podczas II wojny światowej zniszczyli go Niemcy. Po 63 latach doczekał się odbudowy i został uroczyście odsłonięty 11 listopada 2002 roku.                                                                                | [ 6 ]         |
| Pomnik Jana Pawła II                                                                                | Na placu przed katedrą pw. Wniebowzięcia Majświętszej Marii Panny w Kielcach              |         | papież Jan Paweł II | [ 7 ]         |
| Pomnik Legionów, zwany również "czwórką kielecką", wykonany w latach 30. XX wieku przez Jana Raszka | Plac Piłsudskiego, przy ulicy Ściegiennego tuż przed Wojewódzkim Domem Kultury w Kielcach |         | Legiony Polskie – rzeźba, symbolizująca czterech legionistów reprezentujących cztery dzielnice – Królestwo, Poznańskie, Małopolskę i Śląsk – pokazywana była na wielu wystawach. W połowie lat trzydziestych powstał w Kielcach Komitet Budowy Pomnika Legionów. Jego staraniem 2 października 1938 odsłonięto ten pomnik na granitowym cokole, ale postacie legionistów wykonano z gipsu patynowego, gdyż dopiero za rok miał być gotowy brązowy odlew „czwórki”. Po wkroczeniu Niemców do Kielc w 1939 r., pomnik został zburzony. Powrócił w roku 1991 | [ 8 ]         |
| Pomnik Ofiar Katynia                                                                                | Cmentarz Partyzancki w Kielcach                                                           |         | Polscy inteligenci i żołnierze, zamordowani przez NKWD w okolicach Katynia | [ 9 ]         |
| Pomnik Ofiar Hitlerowskich Obozów Koncentracyjnych                                                  | Cmentarz Partyzancki w Kielcach                                                           |         | Pomordowani przez hitlerowców w obozach koncentracyjnych | [ 10 ]        |
| Pomnik Powstańców Styczniowych                                                                      | Przy wyjściu z kościoła na Karczówce po jego północno-zachodniej stronie                  |         | w tym miejscu w 1863 powieszono trzech powstańców, biorących udział w powstaniu styczniowym | [ 11 ] [ 12 ] |
| Pomnik Bojowników o Wyzwolenie Narodowe i Społeczne Kielecczyzny                                    | Nad amfiteatrem na Kadzielni, na wzgórzu Harcerskim                                       |         | pomnik autorstwa Stefana Maja | [ 13 ] [ 14 ] |
| Popiersie Stefana Żeromskiego                                                                       | W parku miejskim, w okolicach stawu                                                       |         | Stefan Żeromski | [ 15 ]        |
| Pomnik Armii Krajowej                                                                               | Ulica Solna                                                                               |         | upamiętnia wydarzenie z 15 czerwca 1944 roku, jakim było wykonanie pod budynkiem Gestapo wyroku śmierci na Franzu Witku – szefie tutejszych konfidentów przez żołnierzy Armii Krajowej dowodzonych przez podporucznika Kazimierza Smolaka | [ 16 ]        |
| Pomnik Szarych Szeregów                                                                             | Skwer Harcerski im. Szarych Szeregów                                                      |         | Pomnik poświęcony jest pamięci bohaterstwa harcerzy, którzy zginęli w obronie Ojczyzny | [ 17 ]        |
| Monument Sprawiedliwych Wśród Narodów Świata                                                        | Przy wejściu do synagogi w Kielcach                                                       |         | upamiętniający Polaków, którzy zginęli za udzielanie pomocy Żydom podczas prześladowań. Jest na nim wypisane: ”Ja słyszę ten tytuł i staram się o tych ludziach myśleć, co chronili mnie. Ja pytam i pytam: O, na miły Bóg, czy ja bym na ich miejscu tak uczynić mógł.” | [ 18 ]        |
| Pomnik "Homo Homini"                                                                                | Przy ulicy Ściegiennego                                                                   |         | Pomnik projektu Adama Myjaka, upamiętnia atak terrorystyczny na World Trade Center 11 września 2001. Jest to pierwszy taki pomnik w Europie. Pomnik znajduje się przy ul. Ściegiennego. Przedstawia dwie przechylone wieże i przecinający je samolot. Podczas jego odsłonięcia odczytano list od George’a W. Busha do kielczan, a 2700 uczniów zaświeciło przed pomnikiem znicze. Każdy z nazwiskiem osoby, która zginęła w tej tragedii. | [ 19 ]        |
| Pomnik "Ofiarom hitlerowskiego terroru pomordowanym w latach 1939–1945"                             | W pobliżu lasu na przedłużeniu ul. Weterynaryjnej.                                        |         | Zaprojektowany w latach 70. przez Czesława Machnickiego. Usytuowany na uboczu, za linią zabudowań, przez lata popadał w zapomnienie. Odnowiony w roku 2012 przez Urząd Miasta Kielce. Prace przeprowadził rzeźbiarz Arkadiusz Latos. | [ 20 ]        |
| Pomnik poświęcony powstaniu listopadowemu                                                           | W pobliżu skrzyżowania ulic Tarnowskiej, Źródłowej i Zagórskiej                           |         | Pomnik ustawiono w 1981 roku, w 150. rocznicę wybuchu powstania listopadowego. | [ 21 ]        |
| Pomnik upamiętniający pogrom kielecki                                                               | Pomiędzy aleją IX Wieków Kielc i ul. Piotrkowską                                          |         | Pomnik ustawiono w 60. rocznicę II pogromu kieleckiego. | [ 22 ]        |
| Pomnik Armii Krajowej                                                                               | Skwer Stefana Żeromskiego                                                                 |         | Pomnik na cześć Armii Krajowej został wzniesiony w 2005 roku, natomiast 10 lat później został zmieniony cokół pomnika. | [ 23 ]        |

## Pozostałe miejsca pamięci
| Nazwa                                                     | Lokalizacja                                                                                            | Zdjęcie | Upamiętniona osoba/wydarzenie; historia miejsca pamięci |
| --------------------------------------------------------- | --- | ------- | --- |
| Cmentarz Partyzancki w Kielcach                           | Na południe od miejskiego stadionu                                                                     |         | Wiele mogił z okresu drugiej wojny światowej i groby wielu zasłużonych dla kielecczyzny |
| Grób Stefana Artwińskiego,                                | Cmentarz Partyzancki w Kielcach, zaraz za bramą                                                        |         | Stefan Artwiński – bohaterski prezydent Kielc, beztialsko zamordowany przez Niemców w 1939 roku |
| Cmentarz Stary w Kielcach                                 | Przy ulicy Ściegiennego                                                                                |         | Założono go w roku 1805. Są tam groby żołnierzy Napoleońskich, spiskowców księdza Ściegiennego, uczestników powstań listopadowego i styczniowego, legionistów, żołnierzy drugiej wojny światowej, osób zasłużonych dla miasta. Przy alei wejściowej stoi stara latarnia zmarłych z 1776. |
| Cmentarz Ewangelicki                                      | W pobliżu Cmentarza Starego                                                                            |         | |
| Cmentarz Prawosławny                                      | W pobliżu Cmentarza Starego                                                                            |         | |
| Cmentarz Garnizonowy                                      | Obok Cmentarza Prawosławnego                                                                           |         | Do 1930 znajdował się tu cmentarz wojsk polskich. Spoczywa tu ok. 400 żołnierzy poległych m.in. w latach 1918–1920 oraz kilkunastu legionistów poległych w czasie I wojny światowej. |
| Fragment muru na placu przed kościołem świętego Wojciecha | Plac przed kościołem św. Wojciecha                                                                     |         | W 1943 Niemcy rozstrzelali tu publicznie zakładników – żołnierzy Armii Krajowej. |
| Skwer Harcerski im. Szarych Szeregów                      | Pomiędzy ul. Krakowską, bp. Czesława Kaczmarka, Ogrodową i Spacerową. Graniczy z parkiem i Kadzielnią. |         | Na środku placu znajduje się pomnik poświęcony harcerzom poległym za Ojczyznę. Dalej ciągnie się Aleja Sław, która tworzą popiersia znanych kompozytorów, pisarzy, piosenkarzy i malarzy.                                                                                                |